# Valley Hill (Carolina del Norte)
Valley Hill es un lugar designado por el censo ubicado en el condado de Henderson en el estado estadounidense de Carolina del Norte. La localidad en el año 2000, tenía una población de 2.137 habitantes en una superficie de 6.2 km², con una densidad poblacional de 349.2 personas por km².

## Geografía
Valley Hill se encuentra ubicado en las coordenadas 35°17′51″N 82°29′3″O / 35.29750, -82.48417. Según la Oficina del Censo, la localidad tiene un área total de 6,2 km² (2,4 mi²), de la cual 6,1 km² (2,4 mi²) es tierra y 0,1 km² (0 mi²) (2.07%) es agua.

### Localidades adyacentes
El siguiente diagrama muestra a las localidades en un radio de 8 kilómetros (5 mi) de Valley Hill.

## Demografía
En el 2000 la renta per cápita promedia del hogar era de $32.250, y el ingreso promedio para una familia era de $37.325. El ingreso per cápita para la localidad era de $19.922. En 2000 los hombres tenían un ingreso per cápita de $31.795 contra $21.932 para las mujeres. Alrededor del 12.40% de la población estaba bajo el umbral de pobreza nacional.